# Copa Maltesa Femenina
El fútbol femenino máltes es la competencia anual de copa para los equipos de fútbol femenino en Malta. Establecida en 1995-1996, la competencia es organizada por la Asociación de Fútbol de Malta.

## Lista de Finales
| Temporada | Ganadores  | Marcador                     | Subcampeón             |
| --------- | ---------- | ---------------------------- | ---------------------- |
| 1995-96   | Rabat Ajax | 3-3 4-0 (revancha)           | Lija Athletic          |
| 1996-97   | Rabat Ajax | 0-0 (prórroga) 5-3 (penales) | Lija Athletic          |
| 1997-98   | Rabat Ajax | 2-0                          | Mosta                  |
| 1988-99   | Birkirkara | 2-1                          | Mosta                  |
| 1999-2000 | Birkirkara | 0-0 (prórroga) 4-3 (penales) | Melita                 |
| 2000-01   | Hibernians | 1-0                          | Birkirkara             |
| 2001-02   | Birkirkara | 1-0                          | Hibernians             |
| 2002-03   | Birkirkara | 1-0 (prórroga)               | Hibernians             |
| 2003-04   | Hibernians | 4-2 (prórroga)               | Birkirkara             |
| 2004-05   | Birkirkara | 8-1                          | Raiders (Luxol)        |
| 2005-06   | Hibernians | 4-0                          | Melita                 |
| 2006-07   | Birkirkara | 8-0                          | Sta. Venera Lightnings |
| 2007-08   | Birkirkara |                              |                        |
| 2008-09   | Birkirkara |                              |                        |
| 2009-10   | Birkirkara |                              |                        |
| 2010-11   | Birkirkara | 8-0                          | Gozo                   |
| 2011-12   | Mosta      | 0-0 (prórroga) 4-3 (penales) | Birkirkara             |
| 2012-13   | Birkirkara | 0-0 (prórroga) 4-3 (penales) | Mosta                  |
| 2013-14   | Birkirkara | 2-1                          | Hibernians             |
| 2014-15   | Hibernians | 6-0                          | Raiders (Luxol)        |
| 2015-16   | Hibernians | 2-0                          | Raiders (Luxol)        |
| 2016-17   | Birkirkara | 2-0                          | Kirkop United          |
| 2017-18   | Birkirkara | 1-1 (prórroga) 4-3 (penales) | Mgarr United           |
| 2018-19   | Birkirkara | 2-0                          | Mgarr United           |

## Resultados por equipo
| Club                   | Ganados | Primera final ganada | Última final ganada | Subcampeón(es) | Última final perdida | Total de Apariciones en finales |
| ---------------------- | ------- | -------------------- | ------------------- | -------------- | -------------------- | ------------------------------- |
| Birkirkara             | 15      | 1998-99              | 2018-19             | 3              | 2011-12              | 18                              |
| Hibernians             | 5       | 2000-01              | 2015-16             | 3              | 2013-14              | 8                               |
| Rabat Ajax             | 3       | 1995-96              | 1997-98             | 0              | —                    | 3                               |
| Mosta                  | 1       | 2011-12              | 2011-12             | 3              | 2012-13              | 4                               |
| Raiders (Luxol)        | 0       | —                    | —                   | 3              | 2015-16              | 3                               |
| Lija Athletic          | 0       | —                    | —                   | 2              | 1996-97              | 2                               |
| Melita                 | 0       | —                    | —                   | 2              | 2005-06              | 2                               |
| Mgarr United           | 0       | —                    | —                   | 2              | 2018-19              | 2                               |
| Sta. Venera Ligthnings | 0       | —                    | —                   | 1              | 2006-07              | 1                               |
| Gozo                   | 0       | —                    | —                   | 1              | 2010-11              | 1                               |
| Kirkop                 | 0       | —                    | —                   | 1              | 2016-17              | 1                               |